# D10-es autópálya (Csehország)

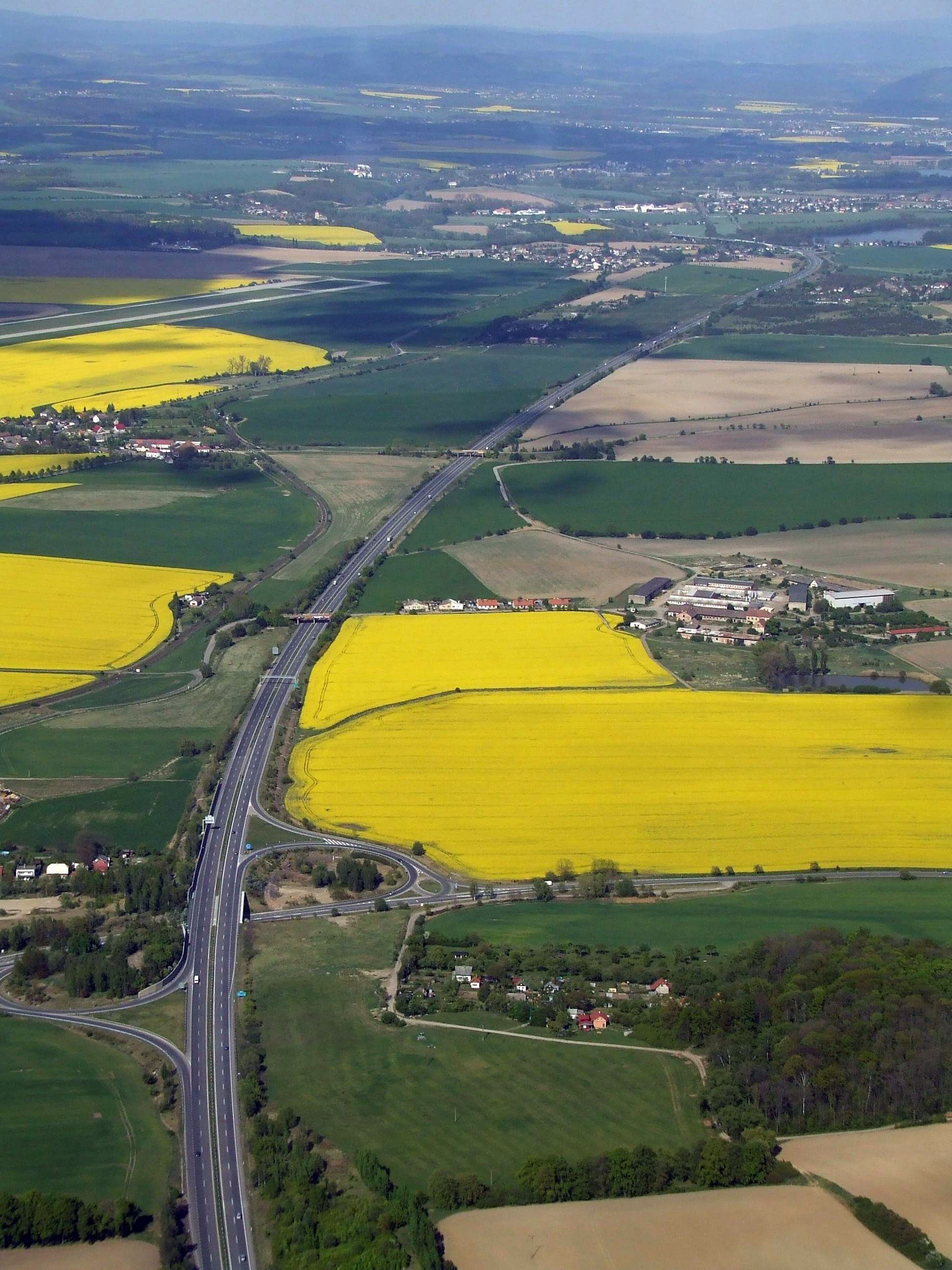
Az D10-es autópálya

Az D10-es autópálya (2015-ig R10-es autóút;csehül: dálnice D10) Prágát köti össze Mladá Boleslav-val és Turnov-val (itt végződik), közvetve pedig Libereccel. Része az európai E65-ös autóútnak. 
Az autóút építése az 1970-es években kezdődött és a lengyel határig tervezték elvinni az autóutat. A cseh kormány 1993-as döntése alapján azonban nem építik tovább.
Teljes hossza: 71 km.